# 나가사와 마사미 Sweet Hertz
《나가사와 마사미 Sweet Hertz》(일본어: 長澤まさみSweet Hertz 나가사와 마사미 스위트 헤르츠[*])는 닛폰 방송 키스테이션에서 방송된 라디오 프로그램이다. 2007년 4월 8일 첫 방송되어, 2012년 3월 25일 종료되었다. 방송 시작부터 2년간 〈나가사와 마사미 타이틀 미정 (가제)〉라는 제목으로 방송되고 있었지만, 2009년 4월 5일 방송분부터 제목이 변경(정식 결정)되었다.

## 개요
진행자는 나가사와 마사미. 스폰서는 이전 우에토 아야가 4년 반 남짓 진행을 맡은 전 프로그램 《우에토 아야 21 피스!》에 이어 롯데(나가사와는 롯데의 광고에 출연 중)에서 맡고 있다.
롯데가 메인 스폰서이기 때문에 "롯데 걸스 해피 타임"이라는 타이틀이 붙는다. 전 프로그램의 진행자였던 우에토 아야가 출연하는 광고에도 방송되었다.
2011년 3월 동일본 대지진의 영향으로 메인 스폰서의 롯데가 일시적 제공을 중지한 이후, 『롯데 걸스 해피 타임』의 타이틀 캠페인도 중단되었다. 또한, 일본 방송을 제외한 지역에서는 스폰서가 「롯데」가 아니기 때문에, 타이틀 시간을 말할 때 『롯데 걸스 해피 타임』의 타이틀은 방송되지 않았다.

## 코너 제목

### 나가사와 마사미 제목 미정 (가제)
- 오치레인 (オチレイン)
- 갓 나가나와 (ゴッドナガサーワー)
- 마사미의 있으십니까 없으십니까 통칭 「마사미의 구멍」 (まさみのありですかなしですか　略して「まさみの穴」)
- 좋지않은가 (いいじゃないか)
- 마사미의 그런건 상관없어 (まさみの“そんなの関係ねぇ”)
- 나가사와 더 월드 (ナガサワ・ザ・ワールド)
- 마사미 세미나 (まさみゼミナール)
- 나가하치 선생님 (ナガハチ先生)

### 나가사와 마사미 Sweet Hertz
- 지금의 명언 「모두의 아반 타이틀」 (今日の名言（冒頭のアバンタイトル）)
- 아 유 레디 (ARE YOU READY)
- 아, 그것은 좋아 (あっ、それ好き!!)
- 아, 미묘!! (あっ、ビミョー!!)
- 나가사와 크리에이티브 룸 (長澤クリエイティブルーム)
- 성인 여자 검정 퀴즈 (大人ガール検定クイズ)

## 게스트 출연
나가사와가 출연하는 드라마·영화가 방송·개봉되는 날이 가까워지면 함께 출연한 공연자가 코멘트 게스트 또는 녹화 스튜디오에 직접 게스트 출연하는 경우가 많았다.
- 《프로포즈 대작전》 - 야마시타 토모히사, 에이쿠라 나나 등
- 《숨은 요새의 세 악인 THE LAST PRINCESS》 - 마츠모토 준, 아베 히로시 등
- 《라스트 프렌즈》 - 우에노 주리, 에이타, 미즈카와 아사미 등
- 2008년 6월 29일에는 《라스트 프렌즈》에 함께 출연한 미즈카와 아사미가 첫 스튜디오 방문 게스트로 출연했다.
- 2008년 9월 7일에는 코이즈미 쿄코가 2번째 스튜디오 방문 게스트로 출연했다.
- 2008년 10월 12일에는 야나이 미치히코가 3번째 스튜디오 방문 게스트로 출연했다.
- 2008년 11월 16일에는 아소 쿠미코가 4번째 스튜디오 방문 게스트로 출연했다.
- 2009년 4월 19일, 2009년 4월 26일 (마이니치 방송에서 2009년 4월 27일, 2009년 5월 4일)에는 개편 후, 첫 게스트로 쇼후쿠테이 츠루베가 출연했다.
- 2009년 5월 24일·31일 (마이니치 방송에서는 2009년 6월 1일, 2009년 6월 8일), 수필가의 아카 사와코가 출연했다.
- 2010년 3월 14일·21일, 스즈키 사와가 출연했다.
- 2010년 4월 11일·18일 (마이니치 방송에서는 2010년 4월 12일, 2010년 4월 19일), 나인티나인의 오카무라 타카시가 출연했다.
- 2010년 8월 22일·9월 12일, 호리키타 마키가 출연했다.
- 2010년 10월 17일·10월 31일, 이치카와 유이가 출연했다.
- 2011년 2월 27일·3월 6일, 타케이 에미가 출연했다.
- 2011년 5월 15일·5월 22일, 미즈카와 아사미가 출연했다.
- 2011년 7월 10일, 애니메이션 영화 감독 미야자키 고로가 출연했다.
- 2011년 7월 24일, 8월 7일, 작가 모토야 유키코가 출연했다.
- 2011년 8월 21일, 28일, 릴리 프랭키가 출연했다.
- 2011년 9월 25일, 10월 2일, 영화 감독 오오네 히토시가 출연했다.
- 2011년 10월 23일, 마츠무라 쿠니히로가 초청 강사로 출연했다.

## 같이 보기
- 닛폰 방송
- 롯데
- 나가사와 마사미의 올 나이트 닛폰

| 닛폰 방송             |                                                                |                                  |
| 이전                  | 나가사와 마사미 제목 미정 (가제) ↓ 나가사와 마사미 Sweet Hertz | 다음                             |
| 우에토 아야 21 피스!  | 나가사와 마사미 제목 미정 (가제) ↓ 나가사와 마사미 Sweet Hertz | 모모이로크로바Z 모모크로클럽xoxo |
| 오후 10시 ~ 10시 30분 | 오후 10시 ~ 10시 30분                                          | 오후 10시 ~ 10시 30분            |
|                       |                                                                |                                  |